# Wappen Ghanas
Das Wappen Ghanas wurde am 4. März 1957, zwei Tage vor der Unabhängigkeit des Landes, von Königin Elisabeth II. an Ghana verliehen und ist seitdem das amtliche ghanaische Hoheitszeichen.
Es zeigt einen blauen Schild, der durch ein grünes Georgskreuz mit goldenem Rand geviert wird. In der Mitte des Kreuzes befindet sich der goldene laufende Löwe des Vereinigten Königreiches von Großbritannien und Nordirland. Das symbolisiert die enge Beziehung Ghanas zum Commonwealth und dem Königreich. Das erste Feld oben rechts zeigt in Blau ein goldenes Schwert, wie es bei Zeremonien verwendet wird, das mit einem so genannten goldenen Linguisten- oder Sprachkennerstab, dem Okyeame, als Andreaskreuz liegt. Dies ist das Symbol für die Regionalregierungen Ghanas. Das Feld links zeigt die Darstellung eines Schlosses vor einem Meer, also den Präsidentenpalast, der in Accra am Golf von Guinea liegt und somit die Nationalregierung symbolisiert. Im dritten blauen Feld des Schildes ist im Schildfuß auf grünem Grund ein Kakaobaum mit Früchten dargestellt, der den landwirtschaftlichen Reichtum Ghanas verkörpern soll. Das vierte und letzte Feld – unten links – zeigt in Blau eine Goldmine auf grünem Grund, die für den Reichtum an Bodenschätzen in Ghana steht.
Auf dem Schild befindet sich ein Wulst, der aus den Panafrikanischen Farben rot-gold-grün, die auch in der Nationalflagge Ghanas enthalten sind, besteht. Darauf steht ein gold gerandeter schwarzer fünfzackiger Stern, Symbol für die Freiheit Afrikas. Auch dieses Symbol ist in der Nationalflagge enthalten.
Als Wappenhalter dienen zwei goldene rotbewehrte Adler, um deren Hals noch ein solcher schwarzer Stern an einem Band in den Nationalfarben hängt. Sie stehen auf einem goldenen Schriftband, auf dem das Nationalmotto Ghanas in roten Majuskel steht: FREEDOM AND JUSTICE (eng., „Freiheit und Gerechtigkeit“).